# Westfalenhallen
Westfalenhallen (Engels: Halls of Westfalen ) zijn drie multifunctionele hallen in Dortmund, Duitsland. Het oorspronkelijke gebouw werd geopend in 1925, maar werd vernietigd tijdens de Tweede Wereldoorlog. Nieuwe hallen werden in 1952 geopend. De capaciteit van de arena was 16.500. De Kleine Westfalenhalle diende ook voor ballen, tentoonstellingen en concerten, zoals de Dortmunder Philharmoniker, totdat het Opernhaus Dortmund in 1966 werd geopend.
De Bundesliga werd opgericht in de Westfalenhallen in 1962.